# Boccaccio (operette)
Boccaccio is een operette van Franz von Suppè. Het is een van zijn bekendste werken en de première hiervan was op 1 februari 1879 in het Carltheater te Wenen.

## Synopsis

### Eerste bedrijf
Florence, 1331. De operette opent met een romantisch samenzijn van student Leonetto met Beatrice. Dat wordt verstoord als haar man, barbier Scalza, onverwacht thuiskomt. Dichter Boccaccio ontketend als afleiding een knokpartij, zodat Leonetto kan ontkomen. 
Boccaccio is verliefd op Fiametta, de pleegdochter van Lambertuccio en Petronella. Hij weet haar in vermomming te ontmoeten. 
Een enthousiaste lezer van Boccaccio's werken, prins Pietro, maakt kennis met Boccaccio. Deze geeft aan dat de "romantische" avonturen in zijn boeken ook werkelijkheid kunnen worden. 
Niet iedereen is blij met de verhalen van Boccaccio. Een aantal burgers vinden de verhalen aanstootgevend en willen hem een lesje leren, maar zien prins Pietro, die net wil aanpappen met Isabella, aan voor Boccaccio en gaan hem te lijf. Als ze hun fout inzien uiten ze hun boosheid door de boeken van Boccaccio te verbranden.

### Tweede bedrijf
De prins maakt de man van Isabella wijs dat hij een vat wil kopen, en weet te flirten met Isabella. 
Boccaccio weet opnieuw Fiametta te ontmoeten. 
In een nieuwe poging Boccaccio te grijpen pakken de boze burgers weer de verkeerde; de hertog van Florence.

### Derde bedrijf
Fiametta blijkt eigenlijk geen pleegkind maar de dochter van de hertog te zijn, die wil dat ze met de prins trouwt. Maar de prins weet van Boccaccio's liefde voor haar en neemt Boccaccio aan als hofdichter, waarop hij hem toestemming geeft om met Fiametta te trouwen.
Het verhaal in de operette is heel anders dan de werkelijkheid: zo is er amper sprake van dat men zijn werken aanstootgevend vond; laat staan dat zijn boeken verbrand werden. Wel wilde hij zelf zijn boeken verbranden op een bepaald moment, maar dat ging toch niet door. 